# Midway (Ohio)
Pour les articles homonymes, voir Midway.
Midway est un village américain situé dans le comté de Madison, dans l'Ohio. Selon le recensement de 2010, sa population est de 322 habitants.